# Zákányfalu
Zákányfalu est un village et une commune du comitat de Somogy en Hongrie.

## Histoire
La partie nord de Zákány a pris le nom de Zákányfalu lors de la création de la commune en 2002.